# Соколиная улица (Пулковское)
Соколи́ная у́лица — улица в Пушкинском районе Санкт-Петербурга, в микрорайоне Пулковское. По проекту проходит от Сарицкой и Образцовой улиц до Петербургского шоссе. Фактически состоит из 700-метрового участка, примыкающего к Петербургскому шоссе и служащего для подъезда к парковке КВЦ «Экспофорум».

## История
Название было присвоено 25 июля 2012 года. Оно связано с тем, что «улица проходит на месте исторической Соколиной дороги».
Первый участок Соколиной улицы — от кольца возле «Экспофорума» (с него организован въезд в этот выставочный комплекс) до Петербургского шоссе — был официально открыт 25 мая 2016 года. В рамках проекта был наведен дугообразный мост через реку Пулковку.
В 2023 году началось строительство участка Соколиной улицы от Сарицкой до Кокколевской.

## Застройка
- № 7, корпус 1, — жилой дом (2023[5])
- № 7, корпус 2, — жилой дом (2023[5])
- № 13 — детская поликлиника (2025[6])
- № 13, корпус 3, — котельная (2024[7])